# Club Balonmano Alcobendas
Club Balonmano Alcobendas (deutsch: Handballclub Alcobendas), kurz: BM Alcobendas, ist ein Handballverein aus Alcobendas. Sowohl die erste Mannschaft der Frauen als auch die der Männer spielten in der jeweiligen ersten spanischen Liga.

## Geschichte
Der Verein wurde im Jahr 1981 gegründet. Basis war der Club La Salle, der nach dem Aufstieg in die Primera División in Alcobendas seine Heimspielstätte fand. Aus Sponsoringgründen trat der Club Balonmano Alcobendas zunächst unter dem Namen Seguros Velázquez La Salle Alcobendas an. Nach der Auflösung der Handballsparte von Atlético Madrid im Jahr 1992 wurde in Alcobendas mit den Spielern aus Madrid der Verein Club Balonmano Atlético de Madrid-Alcobendas gegründet, der sowohl mit den Männern in der Liga Asobal als auch mit den Frauen in der División de Honor antrat. Wegen wirtschaftlicher Schwierigkeiten musste der Verein seine Mannschaften aus den oberen Spielklassen zurückziehen und wurde im Jahr 1994 als Sociedad Atlética Alcobendas Balonmano neu gegründet. Nach einer Fusion mit CD Canal im Jahr 1997 wurde der Verein in Canal de Isabel II Alcobendas umbenannt. Den Männern gelang im Jahr 2002 der Aufstieg in die Liga Asobal, aus der sie nach der Saison 2002/2003 direkt wieder abstiegen. Die Männermannschaft kehrte 2004 in die erste Liga zurück, nach dem Klassenerhalt in der Saison 2004/2005 folgte in der Saison 2005/2006 der Abstieg. 2008 stieg die Mannschaft wieder auf, nach der Saison 2010/2011 stieg der Verein erneut in die zweite Liga ab. Auch die Frauen konnten im Jahr 2008 in die División de Honor aufsteigen und den Klassenerhalt schaffen. In der Saison 2018/2019 spielte der Verein noch einmal in der ersten Liga der Männer. Die Frauen stiegen 2018 nochmals auf, aber in der Spielzeit 2019/2020 aus der ersten Liga wieder ab.
In der Saison 2022/2023 spielen die Männer in der División de Honor Plata. Die Frauen spielten 2021/2022 in der Primera División Nacional, der damaligen dritten Liga.

## Erfolge

### Frauen
- fünf Spielzeiten in der División de Honor (erste Liga)
- Halbfinale in der Copa de la Reina 2012

### Männer
- sechs Spielzeiten in der Liga Asobal (erste Liga)
- neun Spielzeiten in der División de Honor Plata (zweite Liga)

## Persönlichkeiten
Im Verein spielten auch Silvia Arderíus (2008–2015), Mercedes Castellanos (2006–2011), Mireya González (bis 2012), Javier Rodríguez (bis 2020), Santiago López (bis 2020), Bruno Souza (2008–2009), Rafael Guijosa (2003–2009), Stanislav Demovič (2006–2007), Damir Djukic (2007–2011), Nikola Kedžo (2007–2008), Mikel Aguirrezabalaga (2004–2007), Rade Mijatović (2008–2011), Dalibor Čutura (2002–2004), Jesús Olalla (2002–2003), Olivier Nyokas (2007–2009), Chema Coloma, Magnus Lindén (2005–2006), Marta López (2008–2012), María Palomo (2017–2020) und Alberto Díaz (2019–2020).
Trainerin war von 2017 bis 2020 Cristina Cabeza.

## Spielstätte
Heimspielstätten des Vereins sind der Pabellón de los Sueños und der Pabellón Bachiller Alonso.